# Smoove
Smoove es una empresa francesa que diseña, fabrica y comercializa productos relacionados con el uso compartido de bicicletas. La empresa fabrica soportes ligeros para bicicletas que no requieren prácticamente ninguna obra civil ni electricidad.

## Soportes para bicicletas
El candado que está en la bicicleta, situado en la horquilla, asegura la bicicleta en los aparcamientos y fuera de ellos con un cable que se enrolla automáticamente.
El cierre puede ser mecánico o electrónico. La cerradura mecánica se basa en la distribución de una llave con etiqueta RFID desde un dispensador de cajas de pilares. La cerradura electrónica se basa en un lector RFID en la bicicleta, junto con un teclado para los usuarios ocasionales. Un socio de larga duración sólo tendrá que mostrar su tarjeta de socio en la bicicleta para desbloquearla, mientras que el usuario ocasional comprará un código, por Internet, SMS, en un mostrador o en un dispensador de tarjetas de crédito de pilar. Una idea es compartir los costes de los métodos de pago y del mobiliario urbano con otros sistemas existentes, como las máquinas expendedoras de billetes de los aparcamientos o los sistemas de billetes de transporte público, que pueden albergar el servidor de radioenlace.

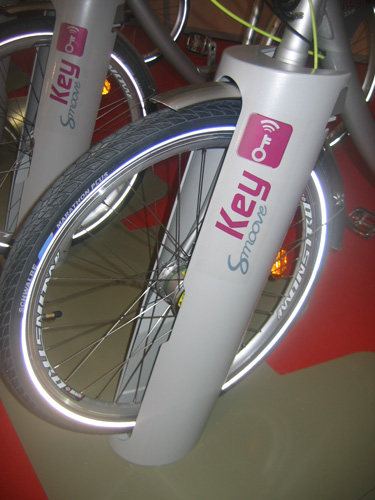
Soporte para bicicletas.

## Bicicleta Smoove
La parte más destacada de la bicicleta es el bloqueo de la horquilla, que puede adaptarse a diferentes tipos de bicicletas, incluidas las motorizadas. La empresa propone una bicicleta barata, ligera y robusta, destinada a reducir el mantenimiento y el vandalismo:
- cable de bloqueo automático, que se enrolla en el cuadro;
- luces LED potentes y de bajo consumo, incluidas en el cuadro;
- engranaje de transmisión por junta cardánica;
- neumáticos antipinchazos asegurados;
- engranaje del buje trasero y dinamo del buje delantero;
- guardabarros, faldón, cesta delantera, con tejido promocional fácilmente cambiable;
- compatible con la bicicleta motorizada.

## Otros productos

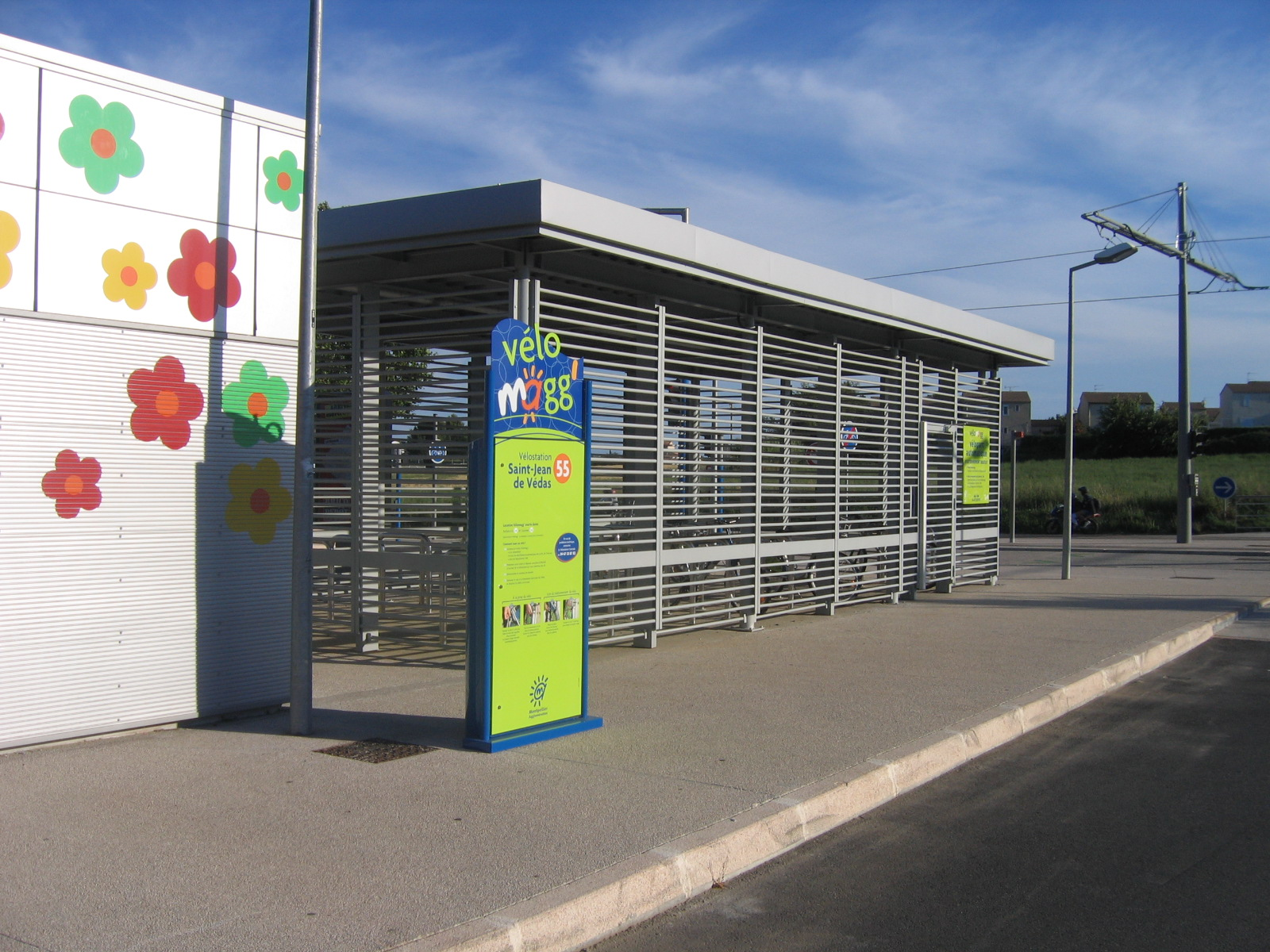
Aparcamiento seguro para bicicletas
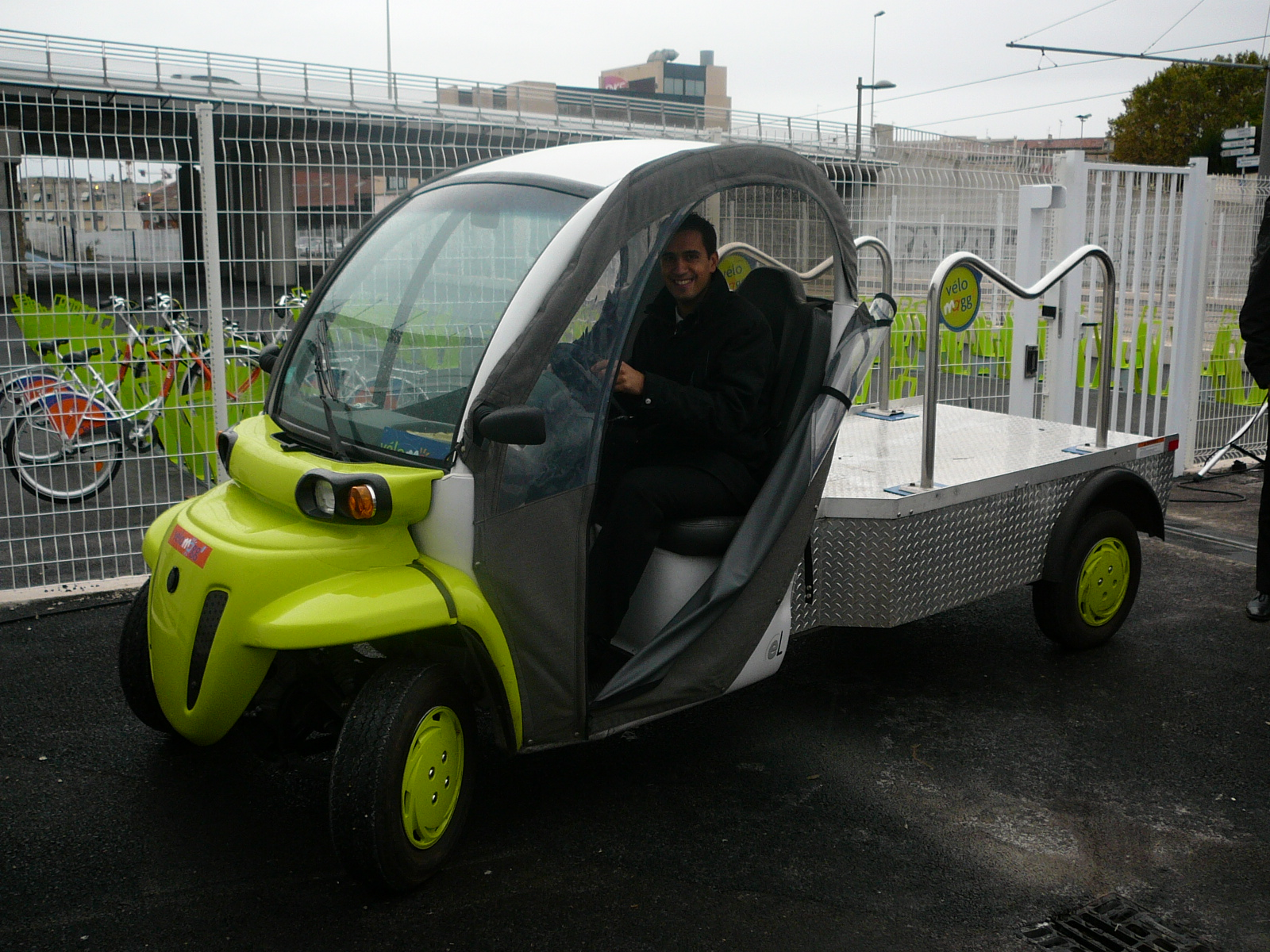
Una flota de furgonetas eléctricas se encarga de la reexpedición de las bicicletas
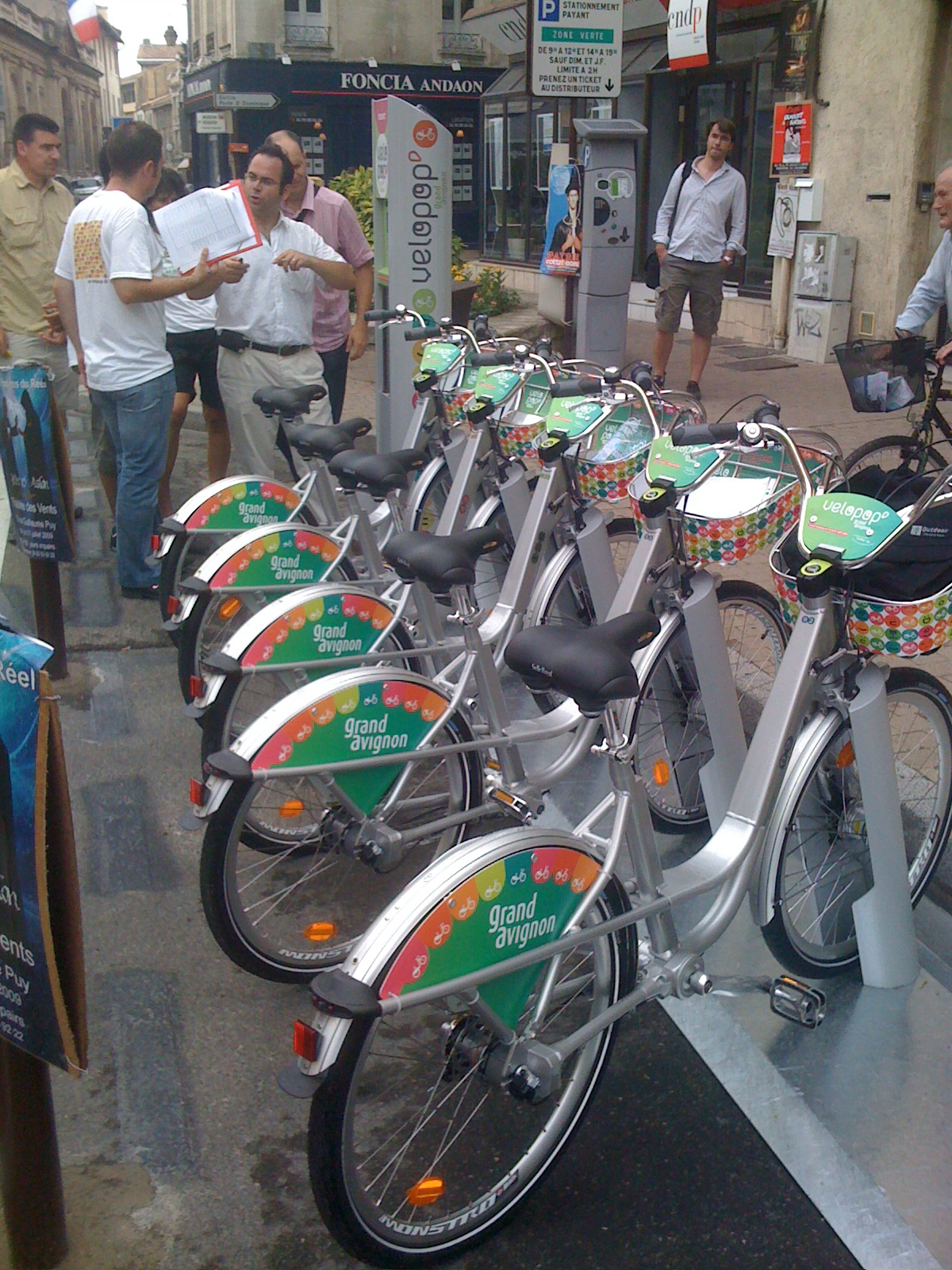
Vélopop' en Avignon
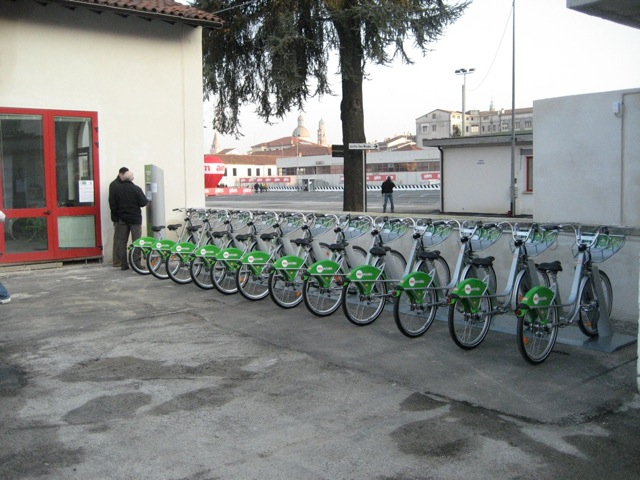
Una estación en Vicenza, Italia